# Cosmopelma
Genre
Cosmopelma est un genre d'araignées mygalomorphes de la famille des Barychelidae.

## Distribution
Les espèces de ce genre sont endémiques du Brésil.

## Liste des espèces
Selon World Spider Catalog (version 17.5, 23/09/2016) :
- Cosmopelma ceplac Mori & Bertani, 2016
- Cosmopelma decoratum Simon, 1889

## Publication originale
- Simon, 1889 :  Arachnides. Voyage de M. E. Simon au Venezuela (décembre 1887-avril 1888). 4e Mémoire. Annales de la Société Entomologique de France, sér. 6, vol. 9, p. 169-220 (texte intégral).